# Albert Wyckmans
Albert Wyckmans (Anvers, 12 de setembre de 1897 - Anvers, 20 de juny de 1985) va ser un ciclista belga que va prendre part en els Jocs Olímpics d'Anvers de 1920.
Va guanyar la medalla de bronze en la contrarellotge per equips, formant equip amb Albert de Bunné, Jean Janssens i André Vercruysse. També va prendre part en la contrarellotge individual, en què acabà el vint-i-tresè.